# Dublin County Mid (circonscription du Dáil)
Dublin County Mid est une ancienne circonscription électorale irlandaise. Elle permettait d'élire trois membres du Dáil Éireann, la chambre basse de l'Oireachtas, le parlement d'Irlande. L'élection se faisait suivant un scrutin proportionnel plurinominal avec scrutin à vote unique transférable.

## Députés
Note : Les colonnes de ce tableau sont utilisées uniquement à des fins de présentation et aucune importance ne doit être attachée à l'ordre des colonnes. Pour plus de détails sur l'ordre dans lequel les sièges ont été remportés à chaque élection, voir les résultats détaillés de cette élection.

## Élections générales de 1977
| Parti                                                                            | Parti              | Candidat       | %    | Comptage | Comptage | Comptage | Comptage | Comptage | Comptage |
| Parti                                                                            | Parti              | Candidat       | %    | 1        | 2        | 3        | 4        | 5        | 6        |
| -------------------------------------------------------------------------------- | ------------------ | -------------- | ---- | -------- | -------- | -------- | -------- | -------- | -------- |
|                                                                                  | Fianna Fáil        | Seán Walsh     | 26.8 | 10,927   |          |          |          |          |          |
|                                                                                  | Fianna Fáil        | Síle de Valera | 14.6 | 5,969    | 5,998    | 6,031    | 6,346    | 6,370    | 11,461   |
|                                                                                  | Fine Gael          | Larry McMahon  | 16.2 | 6,593    | 6,716    | 7,729    | 7,756    | 9,913    | 10,118   |
|                                                                                  | Parti travailliste | Mervyn Taylor  | 15.8 | 6,430    | 7,684    | 7,975    | 8,012    | 8,487    | 8,727    |
|                                                                                  | Fianna Fáil        | Richard Conroy | 12.9 | 5,252    | 5,274    | 5,297    | 5,554    | 5,633    |          |
|                                                                                  | Fine Gael          | George Laing   | 5.7  | 2,338    | 2,380    | 2,785    | 2,789    |          |          |
|                                                                                  | Fine Gael          | Noel Murphy    | 4.2  | 1,701    | 1,786    |          |          |          |          |
|                                                                                  | Parti travailliste | Paul Mulhern   | 3.8  | 1,567    |          |          |          |          |          |
| Électorat : 54,949 Valide : Non valide : ? Quota : 10,195 Participation : 40,777 |                    |                |      |          |          |          |          |          |          |